# Bombardiranje Berlina v drugi svetovni vojni
Berlin, takrat glavno mesto Nacistične Nemčije, je bil med drugo svetovno vojno izpostavljen 363 zračnim napadom. Med letoma 1940 in 1945 ga je bombardiralo poveljstvo bombnih letal RAF, med letoma 1943 in 1945 osma letalska sila USAAF in med letoma 1944 in 1945 francoske letalske sile kot del zavezniške kampanje strateškega bombardiranja Nemčije. Leta 1941 in zlasti leta 1945 so mesto napadla letala sil Rdeče armade, ko so sovjetske sile vdrle v mesto. Britanski bombniki so odvrgli 45.517 ton bomb, ameriška letala pa 23.000 ton bomb. Ko so se bombni napadi nadaljevali, je iz mesta bežalo vedno več ljudi. Do maja 1945 je iz mesta zbežalo 1,7 milijona ljudi, kar je bilo skupno 40 % prebivalstva.     

## Predhodni dogodki
Ko se je leta 1939 začela druga svetovna vojna, je predsednik Združenih držav Amerike (takrat nevtralne sile) Franklin D. Roosevelt izdal zahtevo glavnim sprtih stranem, naj omejijo svoje zračne napade na vojaške cilje. Francozi in Britanci so se strinjali, da bodo spoštovali zahtevo, z določitvijo, da je to "ob razumevanju, da bodo ta ista pravila vojskovanja dosledno spoštovali vsi njihovi nasprotniki".
Združeno kraljestvo je vodilo politiko uporabe zračnega bombardiranja samo proti vojaškim ciljem in proti infrastrukturi, kot so pristanišča in železnice, ki so bila neposrednega vojaškega pomena. Čeprav se je vedelo, da bi zračno bombardiranje Nemčije povzročilo številne civilne smrtne žrtve, se je britanska vlada odrekla namernemu bombardiranju civilnega prebivalstva izven bojnih območij kot vojaški taktiki. Ta politika je bila opuščena 15. maja 1940, dva dni po nemškem zračnem napadu na Rotterdam, ko je RAF dobil dovoljenje za napad na cilje v Porurju, vključno z naftnimi tovarnami in drugimi civilnimi industrijskimi cilji. Prvi zračni napad RAF na notranjost Nemčije je potekal v noči z 10. na 11. maj 1940 (na Dortmund). Jules Verne, različica Farmana F.220 francoskega mornariškega letalstva, je bil prvi zavezniški bombnik, ki je napadel Berlin: v noči na 7. junij 1940 je odvrgel osem bomb po 250 kg in 80 bomb z maso 10 kg na nemško prestolnico.
Med letoma 1939 in 1942 je bila politika bombardiranja samo ciljev neposrednega vojaškega pomena postopoma opuščena v korist obsežnega bombardiranja nemških mest za uničenje stanovanj in civilne infrastrukture. Čeprav ubijanje nemških civilistov nikoli ni bila izrecna politika, je bilo očitno, da bi območno bombardiranje povzročilo obsežne civilne žrtve. S takrat razpoložljivo tehnologijo je bilo natančno bombardiranje vojaških ciljev možno le po dnevi (pa še takrat je bilo to zelo težko). Dnevno bombardiranje, ki ga je izvedla zračna sila Bomber Command, je vključevalo nesprejemljivo velike izgube britanskih letal, nočno bombardiranje pa je povzročilo veliko manjše vojaške izgube za Britance.

## 1940—1942

### Francoski zračni napadi
Med bitko za Francijo so nemške zračne sile 3. junija 1940 bombardirale Pariz ter pri tem ubile več kot 250 ljudi, med njimi največ civilistov. Francija se je odločila za maščevanje in se odločila bombardirati Berlin. 7. junija 1940 je bombnik Farman F.223.4 Jules Verne iz francoske zračne sile pod poveljstvom kapitana Henrija Dailliéra vzletel iz Bordeaux-Mérignaca, se usmeril proti severu, nato pa ob mraku preletel okupirano nizozemsko in dansko obalo. Okoli polnoči je bombnik odvrgel osem 250 kilogramskih bomb in 80 drugih 10 kilogramskih bomb na obrobje Berlina. To je bilo prvo bombardiranje, ki ga je utrpela nemška prestolnica. Francoske zračne sile so Berlin znova bombardirale tri dni pozneje.

### Britanski zračni napadi
24. avgusta 1940, devet dni po začetku bitke za Britanijo, je bombnik Heinkel He 111, čigar poveljnik je verjel, da napada regijo Shell Haven, pomotoma odvrgel svoje bombe na London, cilj, katerega so Nemci večkrat napadli. V maščevanje so britanske kraljeve letalske sile izvedle svoj prvi napad na Berlin v noči na 25. avgust 1940, ko je bilo 95 letal bombnega poveljstva poslanih na bombardiranje letališča Tempelhof blizu središča prestolnice in okrožja Siemensstadt, pri čemer so odvrgli 81 njihovih bomb na Berlin in njegovo okolico. Zaradi napadov na Berlin je Hitler ukazal Luftwaffe, da bombardira britanska mesta v času, ko je bila britanska zračna obramba na robu propada. V naslednjih dveh tednih je bilo izvedenih še pet zračnih napadov podobne obsežnosti, vsi so bili usmerjeni na določene cilje, vendar so bile zaradi težav z nočno navigacijo bombe odvržene na napačne lokacije v mestu. V letu 1940 so skoraj vsi zračni napadi povzročili minimalno materialno škodo. Leta 1941 so se napadi povečali, vendar niso mogli zadeti pomembnih ciljev. 
7. novembra 1941 je Sir Richard Peirse, vodja bombniškega poveljstva RAF, izvedel velik zračni napad na Berlin in poslal več kot 160 bombnikov, da bi napadli prestolnico. Več kot 20 jih je bilo na poti sestreljenih in strmoglavljenih, neuspeh misije pa je povzročil odstavitev Peirseja in njegovo zamenjavo s sirom Arthurjem Harrisom, poveljnikom, ki je verjel v učinkovitost in nujnost območnega bombardiranja. Hkrati so bili v uporabo uvedeni novi bombniki z večjim dosegom, zlasti Avro Lancaster, ki je postal v velikem številu na voljo leta 1942. Večji del leta 1942 pa so bile prednostne naloge poveljstva bombnikov te, da so napadle nemška pristanišča, kjer so bile privezane nemške U-podmornice kot del britanskih prizadevanj za zmago v bitki za Atlantik. V celotnem letu 1942 je bilo v Berlinu izvedenih samo devet groženj z bombnim napadom, nobena od njih pa ni bila resna. 

### Sovjetski napadi
Sovjetska zveza je svoj prvi napad na Berlin izvedla 8. avgusta 1941. Šlo je za napad 15 torpednih bombnikov DB-3T formacije mornariškega letalstva Baltske flote, ki so delovale na letališčih Kuressaare na otoku Saaremaa v Estoniji. Več bombnih enot sovjetskih letalskih sil, vključno z enim sovjetsko štirimotornim letalom, izdelanim med vojno, je bombardiralo Berlin v noči z 10. na 11. avgust 1941.

### Ameriški napadi
ZDA so svoj prvi zračni napad na Berlin izvedle leta 1942. Do leta 1945 so izvedle še več zračnih napadov.

## 1943—1944: Zračna bitka v Berlinu
Britansko bombniško poveljstvo je izvedlo množično bombardiranje s 15 zračnimi napadi na Berlin, vendar se je to izkazalo za neuspešno.

## Marec 1944—april 1945
Leta 1945 so osme letalske sile ZDA (več kot 1000 bombnikov B-17, zaščitenih s 575 P-51 mustangi) izvedle številne zelo velike dnevne napade na Berlin (3. in nato 26. februarja, pri čemer je 80.000 ljudi ostalo brez strehe nad glavo), nato pa je 36 zaporednih noči RAF Mosquito bombardira nemško prestolnico, ki se je končalo v noči z 20. na 21. april 1945, tik preden so Sovjeti vstopili v mesto. V zadnjih dneh vojne so sovjetske letalske sile bombardirale tudi Berlin, več letal pa so od 28. marca uporabljali za izvajanje kopenskih napadov. Berlinska obramba in civilna infrastruktura sta bili takrat na robu propada. Po zavzetju Berlina je sovjetski general Nikolaj Berzarin v zvezi s topništvom in bombardiranjem Rdeče armade izjavil, da so "zahodni zavezniki v nekaj več kot dveh letih na mesto odvrgli 65.000 ton eksploziva, medtem ko je Rdeča armada v samo dveh tednih spustila 40.000 ton eksploziva«.

## Materialno in človeško ravnovesje
Do konca marca 1945 je bilo nad Berlinom izvedenih skupno 314 zračnih napadov, od tega 85 v zadnjih dvanajstih mesecih druge svetovne vojne. Polovica hiš je bila poškodovanih, približno tretjina pa jih je postala neprimernih za bivanje. Ocene skupnega števila smrtnih žrtev v Berlinu zaradi zračnih napadov se gibljejo od 20.000 do 50.000; Nemški podatki kažejo, da je nižja številka žrtev bolj verjetna.
Glede na uničenje in številne žrtve Sully Ledermann in Charles Corcelle menita, da "vse izgube in uničenje postavljajo prestolnico na čelo mest, žrtvovanih" med vojno.

## Obramba Berlina

### Zaklonišča in obrambe
Nacistični režim se je močno zavedal politične potrebe po zaščiti nemške prestolnice pred zračnimi napadi. Že pred vojno so se začela dela na obsežnem sistemu javnih zaklonišč za zračne napade, vendar je bilo do leta 1939 zgrajenih le 15 % od načrtovanih 2000 zaklonišč. Do leta 1941 pa je bilo zgrajenih pet velikih javnih zavetišč (ZOO, Station Anhalt, Humboldthain, Friedrichshain in Kleistpark) polnih, v katerih je bilo zatočišče za 65.000 ljudi. Druga zavetišča so bila zgrajena pod vladnimi zgradbami, najbolj znan je Führerbunker pod stavbo rajhove kanclerije. Poleg tega so bile številne postaje U-Bahn (berlinske podzemne železnice) preurejene v zaklonišča. Preostalo prebivalstvo je moralo opraviti s svojimi zavetišč.
Mesto so varovali trije ogromni protiletalski stolpi (Flakturm), ki so služili kot točke za reflektorje in protiletalske puške, ter zaklonišča (Hochbunker) za civiliste. Ti stolpi so se nahajali v berlinskem živalskem vrtu, pa tudi v javnem parku Humboldthain ter v okrožjih Tiergarten in Friedrichshain. Protiletalske puške so vse pogosteje polnili pripadniki Hitlerjeve mladine, medtem ko so starejše moške (Volkssturm) pošiljali na domačo fronto. Leta 1945 so s protiletalskimi topovi upravljale tudi članice Zveze nemških deklet. Po letu 1944 je bila zračna zaščita Berlina s strani Luftwaffe oslabljena in obramba Flak je bila vse bolj preobremenjena z obsegom napadov.

### Evakuacija prebivalstva
Leta 1943 so se Nemci odločili evakuirati "nebistvene ljudi" iz Berlina: januarja je bilo evakuiranih 400.000 ljudi, v naslednjih mesecih pa jih je 160.000 na lastno odgovornost zapustilo Berlin. Aprila, ko so se zavezniška bombardiranja v Nemčiji nadaljevala, je bil "izveden metodični načrt evakuacije iz Berlina, ki je med drugim vključeval 400.000 otrok in mladostnikov, mlajših od 18 let". Zračni boj za Berlin je pospešil evakuacijo: »od julija 1943 do avgusta 1944 je mesto zapustilo skupno 1.145.000 prebivalcev«. Evakuirani so bili na podeželska območja, zlasti v Schleswig-Holstein. 
Kljub temu je zaradi naraščajočega pomanjkanja delovne sile in dolgotrajne vojne delo žensk postalo bistveno za ohranitev berlinske vojne industrije: zato evakuacija vseh žensk z otroki ni bi bila mogoča. Konec leta 1944 je prebivalstvo mesta začelo naraščati zaradi beguncev, ki so bežali v mesto pred napredujočo Rdečo armado na vzhodu. Ostvertriebene (begunci z vzhoda) so uradno zavrnili priložnost za bivanje v Berlinu več kot dva dni in so bili nastanjeni v taboriščih v bližini mesta, preden so jih preselili na zahod; ocenjujejo, da jih je manj kot 50.000 uspelo ostati v Berlinu. Januarja 1945 je bilo v Berlinu približno 2,9 milijona prebivalcev, do konca februarja pa jih je 80.000 zapustilo mesto.